# Mario Bigoni
Mario Bigoni (* 18. Juli 1984; † Oktober 2011) war ein italienischer Fußballspieler. Bekanntheit erlangte er, weil in den Fußball-Wettskandal 2009 verwickelt war.

## Karriere
Der gebürtige Italiener begann seine Karriere beim Nachwuchs des FC St. Gallen. Im Sommer 2006 wechselte er zum damaligen Challenge-League-Verein FC Gossau.

## Wettskandal
Die kroatische Wettmafia soll mehrere Partien des FC Gossau manipuliert haben. Dies wurde auffällig, da der Verein diverse Ligaspiele in Folge verlor, dies gegen starke und schwache Gegner. Gossau stieg nach der Saison 08/09 von der Challenge League in die 1. Liga ab. Nach dem Ende der Saison erklärte Bigoni, dass ein Spiel der vergangenen Saison „nicht sauber“ war (0:4-Niederlage gegen den FC Locarno vom 24. Mai 2009) und er von einem Mitspieler ein Angebot zur Spielmanipulation erhielt, angeblich vom ersten Torhüter Darko Damjanović. Es blieb unklar, ob er das Angebot effektiv annahm, jedoch wurde er vom FC Gossau suspendiert und vom Schweizerischen Fussballverband gesperrt.

## Tod
Bigoni verstarb unter mysteriösen Umständen. Am Samstag, 8. Oktober 2011, verbrachte er den Abend mit Freunden zusammen in einem schwimmenden Restaurant auf dem Rhein bei Gaißau in Österreich. Daraufhin verschwand er spurlos. Angeblich sei er stark unter alkoholischem Einfluss gewesen, als man ihn das letzte Mal sah. Daraufhin galt er als verschollen. Mehrere Suchtrupps suchten ihn nach seinem Verschwinden. Man fand seinen leblosen Körper am Sonntag, dem 23. Oktober, im Flussbett des Alten Rheins bei Rheineck. Der Fundort war eineinhalb Kilometer neben dem Ort seines Verschwindens. Aus dem darauffolgenden Bericht der Rechtsmedizin gab es keine Anzeichen auf Fremdeinwirkungen. Man geht von einem Unfall aus.